# Guerra Anglo-Espanhola (1625–1630)
A Guerra Anglo-Espanhola de 1625–1630 foi um conflito bélico travado por Espanha contra Inglaterra e a República das Províncias Unidas dos Países Baixos. O conflito fez parte da chamada Guerra dos Oitenta Anos e da Guerra dos Trinta Anos.

## Antecedentes e contexto

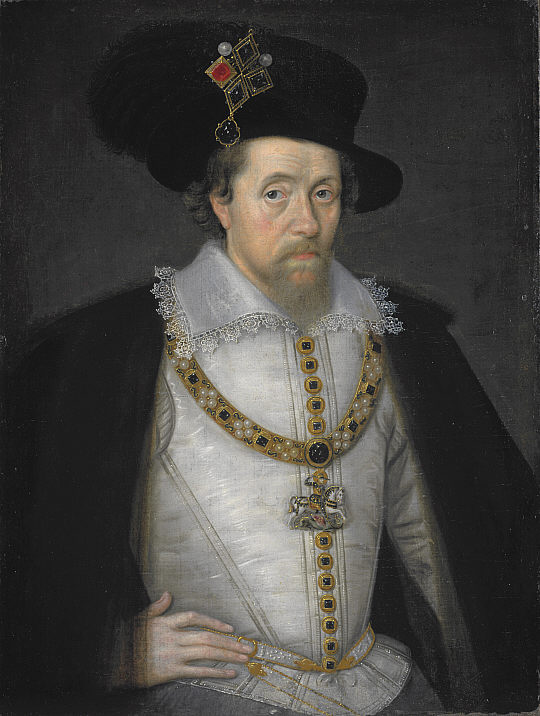
Rei Jaime VI da Escócia e I de Inglaterra

Em 1620, Filipe IV (III de Portugal) reinava em Espanha e em Portugal, com o Conde-duque de Olivares como seu favorito. A Guerra da Flandres tinha-se reacendido depois da trégua dos doze anos e as finanças espanholas provinham sobretudo das riquezas das suas colónias americanas levadas para a Europa pelas suas frotas, nomeadamente prata.
Jaime reinava na Inglaterra, Escócia e Irlanda, com o seu filho Carlos, Príncipe de Gales como seu herdeiro. O Reino de Inglaterra tinha então ligações militares com as Províncias Unidas, as quais tinham sido apoiadas pelos ingleses na Guerra da Flandres.
Por essa altura, desenrolaram-se uma série de eventos que resultaram no recomeço das hostilidades entre as duas potências. Durante a Guerra dos Trinta Anos que tinha estalado na Europa, Frederico V do Palatinado e a sua esposa Isabel Stuart, filha do rei inglês, foram derrotados pelos terços espanhóis.
Jorge Villiers, 1.° Duque de Buckingham foi a Madrid em companhia do Príncipe de Gales com o objetivo de acertar os detalhes do casamento proposto entre o príncipe herdeiro inglês e Maria Ana de Espanha, a irmã mais nova de Filipe IV, mas as negociações não tiveram sucesso.
Em março de 1624, Jaime I, que até aí tinha mantido uma postura de pacifista, declarou guerra a Espanha, com o apoio da Câmara dos Comuns, que afetou fundos para a prossecução da guerra. Jaime morreu no ano seguinte devido a um ataque de disenteria. O seu sucessor prosseguiu com a preparação para a guerra contra Espanha, que iniciou ainda antes de ser coroado, com a assistência do Duque de Buckingham.

## Cerco de Breda (1624-1625)
Em agosto de 1624, o general espanhol Ambrósio Espínola ordenou que a cidade neerlandesa de Breda fosse cercada pelas suas tropas. A cidade era bem fortificada e era defendida por uma guarnição de 7 000 soldados neerlandeses. Spínola reuniu rapidamente as suas defesas e repeliu um exército de socorro comandado por Maurício de Nassau que tentava cortar os abastecimentos às tropas espanholas. Em fevereiro de 1625 chegou um novo exército em auxílio dos sitiados, composto por 7 000 soldados ingleses comandados por Horace Vere e Ernesto de Mansfeld, o qual foi também derrotado.
O cerco de Breda terminou onze meses depois de ter começado, quando Justino de Nassau rendeu a cidade aos espanhóis em junho de 1625.

## Expedição a Cádis

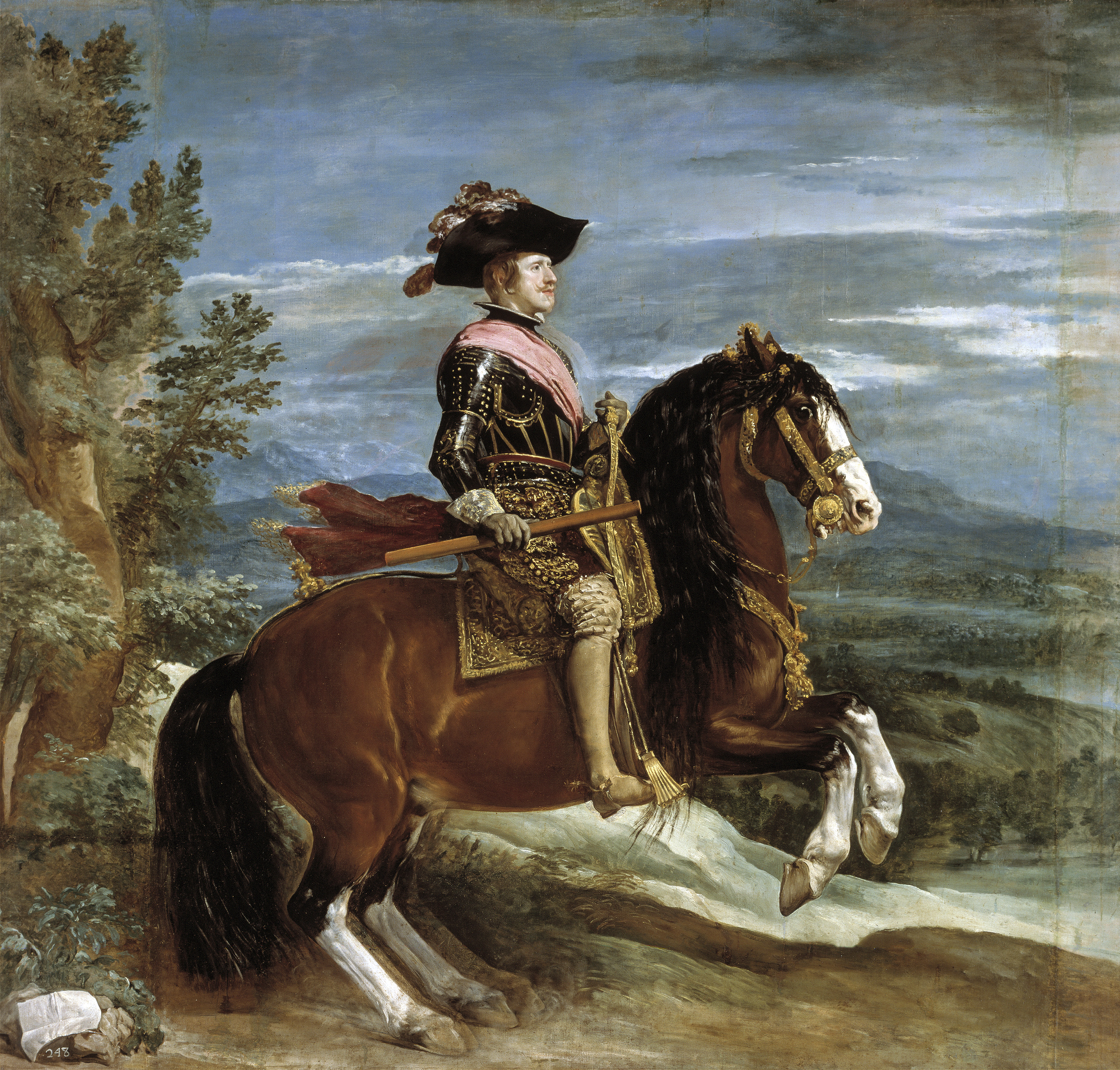
Pintura de Filipe IV de Espanha da autoria de Diego Velázquez

Em outubro de 1625, aproximadamente 100 navios e 15 000 marinheiros e soldados foram reunidos para a Expedição a Cádis. Entretanto tinha sido acordada uma aliança com os neerlandeses e estes concordaram em enviar mais quinze navios de guerra comandados por Guilherme de Nassau para apoiar a defesa do canal da Mancha durante a ausência da principal armada inglesa. Sir Edward Cecil, um militar veterano com muita experiência de combate em campanhas com os neerlandeses, foi nomeado comandante da expedição pelo Duque de Buckingham. Esta escolha do comandante viria a revelar-se inadequada, pois apesar de Cecil ser um bom soldado, tinha poucos conhecimentos dos assuntos de marinha.
O plano da expedição tinha vários objetivos, que incluíam o apresamento de navios espanhóis que regressavam da América carregados de riquezas e o assalto a cidades espanholas, com intuito de atacar a economia espanhola enfraquecendo as suas cadeias de abastecimento e com isso obrigar os espanhóis a aliviar a pressão militar no Palatinato.
A expedição teve raias de ridículo, com as forças inglesas a perderem tempo com a conquista de um velho forte pouco importante, dando tempo a que Cádis se mobilizasse eficientemente atrás das suas defesas e permitindo que os navios mercantes que estavam na baía se escapassem em segurança. As defesas modernizadas da cidade, muito melhoradas desde o tempo dos Tudor, provaram ser eficazes. Entretanto, um corpo de tropas inglesas que tinha desembarcado mais abaixo com o objetivo de marchar sobre a cidade também se atrasou devido à pouca disciplina. Edward Cecil, o comandante das forças inglesas, pressionado pela diminuição dos abastecimentos, acabou por decidir que não havia outra alternativa que não fosse regressar a Inglaterra tendo capturado poucos bens cuja perda não causava qualquer impacto na economia espanhola. Em dezembro, a frota inglesa voltou à pátria muito maltratada.

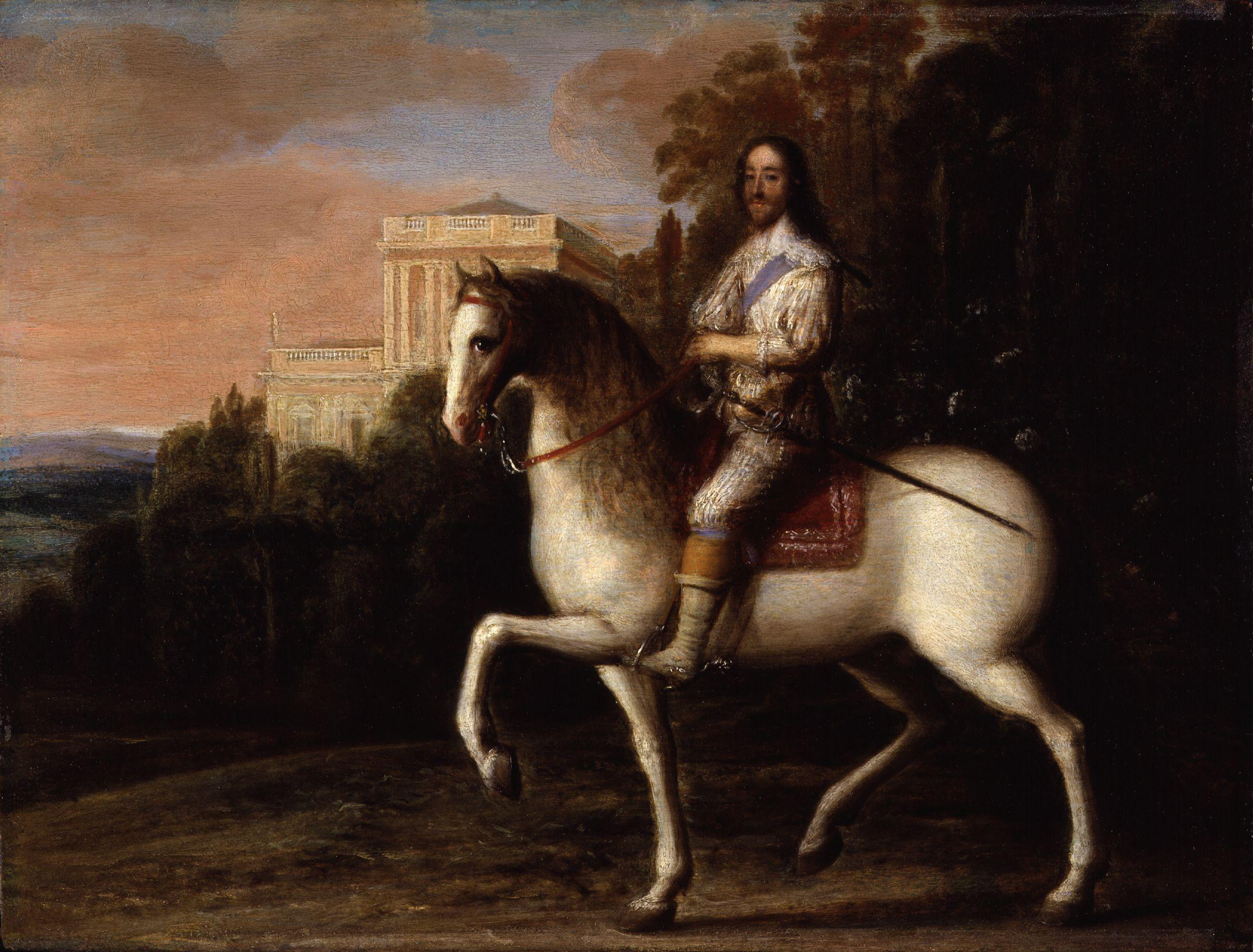
Carlos I de Inglaterra

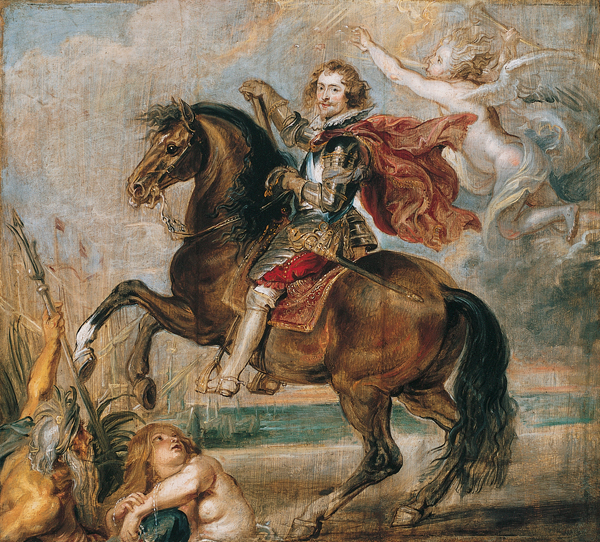
Retrato equestre de Jorge Villiers, 1.° Duque de Buckingham, pintado em 1625 por Rubens

Para que as suas reputações não fossem prejudicadas, Carlos I e o Duque de Buckingham, que tinha fracassado no abastecimento eficaz da frota, não fizeram qualquer esforço para inquirir as causas do fracasso da expedição. O rei inglês fingiu ignorar o fiasco e mostrou-se mais preocupado com os apuros dos huguenotes franceses de La Rochelle. No entanto, a Câmara dos Comuns não foi tão indulgente e em 1626 iniciou o processo de impeachment contra o Duque de Buckingham, o que levou Carlos I a dissolver o parlamento para não correr o risco do impeachment ser bem sucedido.
O fracasso de Cádis teve consequências severas para Inglaterra. Além das perdas económicas e humanas, prejudicou a reputação da Coroa Inglesa, criando uma grave crise política e financeira no país.

## 1627–1628
O duque de Buckingham negociou depois com o regente francês, o cardeal Richelieu, o apoio de navios ingleses na luta dos franceses contra os huguenotes em troca do apoio francês contra os espanhóis que ocupavam o Eleitorado do Palatinato, mas o Parlamento de Inglaterra ficou horrorizado com a perspetiva de protestantes ingleses combaterem protestantes franceses. O plano de ajuda aos franceses alimentou os receios dos parlamentares da existência de cripto-catolicismo na corte. O próprio Buckingham, acreditando que o fracasso da sua iniciativa era o resultado de deslealdade de Richelieu, estabeleceu uma aliança com muitos dos inimigos do cardeal francês, incluindo alguns dos huguenotes que ele tinha recentemente atacado.
Um força militar comandada pelo duque de Buckingham foi derrotada por tropas reais francesas nos cercos de Saint-Martin-de-Ré (Ilha de Ré) e de La Rochelle. Os ingleses perderam mais de 4 000 homens nesta campanha, que envolveu 4 000 homens. A 23 de agosto de 1628, quando estava a organizar uma segunda campanha em Portsmouth, Buckingham foi apunhalado e morto no Greyhound Pub por John Felton, um tenente do exército que tinha sido ferido no cerco de La Rochelle.

## São Cristóvão e Neves (1629)

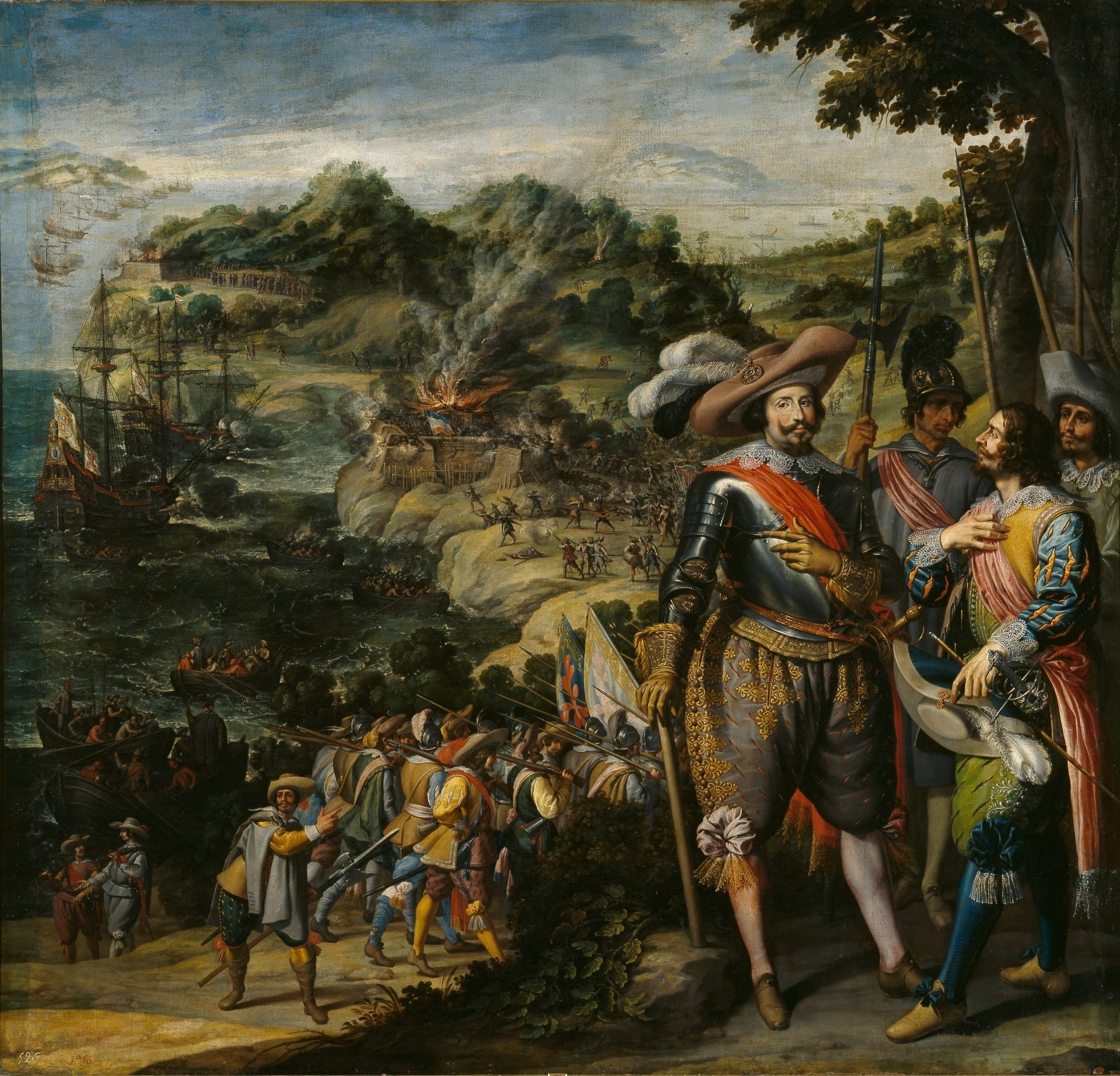
Recuperação da ilha de São Cristóvão, do pintor espanhol

Em 1629, uma expedição naval espanhola comandada pelo almirante Fadrique de Toledo Osório foi enviada para as Caraíbas para atacar as recentemente estabelecidas colónias francesas e inglesas da ilhas de São Cristóvão e Neves (Saint Kitts and Nevis). Os espanhóis consideravam esses territórios como parte do seu império, pois tinham sido descobertas pelos espanhóis em 1498 e as colónias dos franceses e ingleses tinham crescido a ponto de serem vistas como uma ameaça para as Índias Ocidentais espanholas. Na Batalha de São Cristóvão, as as duas ilhas foram conquistadas pelos espanhóis, que também destruíram as colónias fortemente armadas.

## Rescaldo
Depois destas derrotas, Inglaterra alterou o seu envolvimento na Guerra dos Trinta Anos, negociando um tratado de paz com França em 1629. Não obstante o fim da guerra anglo-espanhola, subsequentemente foram enviadas à Alemanha expedições comandadas pelo duque de Hamilton e por Lord Craven para apoiar os milhares de soldados escoceses que já estavam ao serviço da Coroa da Suécia.
Em 1630, Filipe IV de Espanha e Carlos I de Inglaterra assinaram o Tratado de Madrid, que formalizou o fim da guerra que se saldou por um dispendioso fracasso para Inglaterra e Escócia, mas que para os espanhóis e franceses foi uma mera distração, que estavam ocupados com as guerras que submergiam a Europa. Em Inglaterra, os custos da guerra e a má gestão atiçaram as disputas entre a monarquia e o parlamento que que culminariam na guerra civil inglesa (1642–1651).